# Kjelsås (przystanek kolejowy)
Kjelsås – kolejowy przystanek osobowy w Kjelsås, w regionie Oslo w Norwegii, jest oddalony od Oslo Sentralstasjon o 10,28 km. Jest położony na wysokości 155,6 m n.p.m.

## Ruch pasażerski
Leży na linii Gjøvikbanen. Jest elementem  kolei aglomeracyjnej w Oslo - w systemie SKM ma numer  300.  Obsługuje Oslo Sentralstasjon, Gjøvik. Pociągi odjeżdżają w obu kierunkach co pół godziny; część pociągów nie zatrzymuje się na wszystkich stacjach. 

## Obsługa pasażerów
Wiata, automat biletowy, parking, parking dla rowerów, przystanek autobusowy (100 m). Odprawa podróżnych odbywa się w pociągu.